# Street Fighter: The Movie
Cet article concerne le jeu vidéo appelé Street Fighter: The Movie. Pour le film Street Fighter, voir Street Fighter. Pour les autres significations, voir Street Fighter.
Pour le jeu vidéo du même nom sorti sur console, voir Street Fighter: The Movie.
Street Fighter: The Movie est un jeu de combat développé par Capcom et Incredible Technologies, puis édité par Incredible Technologies sur le système d'arcade Incredible Technologies 32-bit en juin 1995. Il est basé sur le film Street Fighter, lui-même basé sur la série de jeux vidéo Street Fighter,.

## Description
Street Fighter: The Movie est un jeu basé sur le film Street Fighter. Il utilise des personnages numérisés basés sur l'image des acteurs jouant dans le film.
Un jeu du même nom est sorti sur console Sony Playstation et Sega Saturn en 1995, mais ce n'est pas un portage de la version arcade. Il est basé sur le moteur de Super Street Fighter II Turbo.

## Système de jeu
Le système de jeu est similaire à celui de Super Street Fighter II Turbo. Les joueurs incarnent l'un des combattants disponibles, variations modélisées des personnages incarnés par les acteurs apparaissant dans le film, et ce dans les décors tirés de celui-ci. Le personnage Akuma, n'apparaissent pas dans le film, a été créé spécialement pour le jeu, qui à l'origine l'inclut. 
Une différence notable réside dans le son : en effet, les thèmes classiques attribués à chaque personnage dans les jeux initiaux, ne sont pas utilisés pour les stages (ou ils sont remplacés par des compositions propres audit jeu), mais pour les cinématiques de fin de ceux-ci, ou ils agrémentent le texte indiquant les conséquences de la victoire du personnage incarné par le joueur sur l'univers fictif de Shadaloo. 

## Personnages
- Guile
- Ryu
- Ken
- Captain Sawada (remplace Fei Long)
- Blanka
- Sagat
- Zangief
- E. Honda
- Vega
- Chun-Li
- Sagat
- M. Bison
- Blade
- Cammy
- Balrog
- Akuma (personnage caché)